# Université de Kindu
 (mars 2021).
Si vous disposez d'ouvrages ou d'articles de référence ou si vous connaissez des sites web de qualité traitant du thème abordé ici, merci de compléter l'article en donnant les références utiles à sa vérifiabilité et en les liant à la section « Notes et références ».
 (mars 2021).
La mise en forme du texte ne suit pas les recommandations de Wikipédia : il faut le « wikifier ».
Les points d'amélioration suivants sont les cas les plus fréquents. Le détail des points à revoir est peut-être précisé sur la page de discussion.
- Les titres sont pré-formatés par le logiciel. Ils ne sont ni en capitales, ni en gras.
- Le texte ne doit pas être écrit en capitales (les noms de famille non plus), ni en gras, ni en italique, ni en « petit »…
- Le gras n'est utilisé que pour surligner le titre de l'article dans l'introduction, une seule fois.
- L'italique est rarement utilisé : mots en langue étrangère, titres d'œuvres, noms de bateaux, etc.
- Les citations ne sont pas en italique mais en corps de texte normal. Elles sont entourées par des guillemets français : « et ».
- Les listes à puces sont à éviter, des paragraphes rédigés étant largement préférés. Les tableaux sont à réserver à la présentation de données structurées (résultats, etc.).
- Les appels de note de bas de page (petits chiffres en exposant, introduits par l'outil «  Source ») sont à placer entre la fin de phrase et le point final[comme ça].
- Les liens internes (vers d'autres articles de Wikipédia) sont à choisir avec parcimonie. Créez des liens vers des articles approfondissant le sujet. Les termes génériques sans rapport avec le sujet sont à éviter, ainsi que les répétitions de liens vers un même terme.
- Les liens externes sont à placer uniquement dans une section « Liens externes », à la fin de l'article. Ces liens sont à choisir avec parcimonie suivant les règles définies. Si un lien sert de source à l'article, son insertion dans le texte est à faire par les notes de bas de page.
- La présentation des références doit suivre les conventions bibliographiques. Il est recommandé d'utiliser les modèles {{Ouvrage}}, {{Chapitre}}, {{Article}}, {{Lien web}} et/ou {{Bibliographie}}. Le mode d'édition visuel peut mettre en forme automatiquement les références.
- Insérer une infobox (cadre d'informations à droite) n'est pas obligatoire pour parachever la mise en page.

Pour une aide détaillée, merci de consulter Aide:Wikification.
Si vous pensez que ces points ont été résolus, vous pouvez retirer ce bandeau et améliorer la mise en forme d'un autre article.
L'Université de Kindu (UNIKI) est un établissement francophone d'enseignement supérieur et universitaire situé dans la province du Maniema plus précisément  dans la ville Kindu en république démocratique du Congo. Elle est la 4e Université officielle du pays après  respectivement les Universités de Kinshasa, de Lubumbashi  et de Kisangani[réf. nécessaire]. Les facultés organisées sont les suivantes : Médecine ; Sciences Sociales, Politiques et Administratives ; Droit ; Sciences Agronomiques et la faculté des Sciences Economiques et de  Gestion.

## Historique
L’Université de Kindu vit le jour en 1993 par l’Arrêté N°ESU/CABMIN/0066/93, du 17 juin 1993 du Ministre de l’Enseignement Supérieure et Universitaire, Monsieur NDUDINDUDI, portant essaimage des Institutions de l’Enseignement Supérieur, Universitaire et Recherche Scientifique au Zaïre avec comme dénomination : Centre Universitaire du Maniema. Le début effectif des activités eut lieu le 6 janvier 1994.
Après plusieurs mois de fonctionnement, le Centre fut jugé non viable par la commission dépêchée par le Ministère de Tutelle et fermé par l’Arrêté N°ESURS/ CABMIN/008/94, du 4 novembre 1994 portant annulation de tous les arrêtés antérieurs relatifs à la création des nouveaux Etablissements de l’Enseignement Supérieur, Universitaire et Recherche Scientifique, ESURS en sigle.
Dès lors, le Centre Universitaire du Maniema fonctionnera comme un Centre privé jusqu’en 1997. Par manque d’infrastructures, le hangar de l’ex société SEDEC, situé sur le Boulevard Lumumba en face de l’Hôtel Maniema dans la Commune de Kasuku servira de cadre.
En 1997, par l’arrêté N°EDN/CABMIN/ESU/0021/97 du 4 octobre 1997, le Ministre Augustin RWA KAIKARA signa un Arrêté confiant certains Centres universitaires à l’encadrement académique de trois anciennes Universités du Pays, à savoir : l’université de Kinshasa, l’université de Lubumbashi et l’université de Kisangani.
C’est dans ce contexte que le Centre Universitaire du Maniema était devenu une extension de l’Université de Lubumbashi avec comme dénomination « Centre Universitaire Extension de Kindu, CUEK en sigle ».
De 1994 à 2001,  deux facultés, notamment  la faculté  de médecine et celle de Droit, n’organisant  que  le premier cycle ont fonctionné au  sein de  cette  institution universitaire. Ces facultés  seront complétées en 2002 par la faculté des sciences sociales, politiques et  administratives, qui, trois années plus tard, sera suivie par les facultés des  sciences agronomiques et des sciences économiques et de Gestion.
En 2005, par l’Arrêté Ministériel N°056/MINESU/
CAB.MIN/RS.2005, du 5 octobre 2005, le Centre Universitaire Extension de Kindu (CUEK) sera dénommé « l’Université de Kindu » UNIKI en sigle, avec autonomie académique, Administrative et financière.
Le 27 octobre 2011, le Président de la République Démocratique du Congo, Son Excellence Joseph KABILA KABANGE signa l’ordonnance présidentielle N°11/105 portant création de l’Université de Kindu, faisant d’elle la 4e Université officielle du Pays, après respectivement les Universités de Kinshasa, de Lubumbashi et de Kisangani.

## Organisations

### Facultés
L'UNIKI est composée de cinq Facultés :

#### Faculté de Medecine
Située sur la route Lokando, entre le pont Mikelenge et le Camp Lwama, la Faculté de Médecine, implantée sur le site appelé communément Lwama 2, forme les Médecins généralistes et spécialistes dans les différents Départements, notamment : la Médecine Interne, la Pédiatrie, la Chirurgie, la Gynécologie et Obstétrique.

#### Faculté de Droit
Cette faculté forme les juristes pouvant devenir soit des magistrats, soit des avocats, soit des conseillers juridiques des entreprises ou des différents services de l’Etat.

#### Faculté des Sciences sociales, politiques et administratives
Cette Faculté forme les Politologues et les Administrativistes pour travailler et améliorer la gestion de la cité, identifier les problèmes sociaux en vue d’apporter des solutions idoines. Il y est également formé, les Internationalistes appelés à devenir des Ambassadeurs, des Consuls, bref des diplomates chargés d’entretenir de bonnes relations internationales entre la république démocratique du Congo et les autres Etats.

#### Faculté des Sciences Agronomiques
Elle forme les ingénieurs agronomes en phytotechnie, zootechnie, faune et flore.
Ces ingénieurs peuvent, à partir de leurs expertises, contribuer au développement de la province du Maniema en particulier, et de la république démocratique du Congo en général.

#### Faculté des sciences économiques et de gestion
Dans cette faculté sont formés les monétaristes, les économistes de développement, les économistes publicistes, les économistes internationalistes ainsi que des gestionnaires financiers dont la mission est de répondre aux problèmes socio-économiques et financiers de la Province en particulier, et  du pays en général.

### Organes de l'Université
Cinq organes classiques composent l’Université de Kindu, à savoir :
- Le Conseil de l’Université ;
- Le Comité de Gestion ;
- Le Recteur ;
- Le Conseil de Faculté ;
- Le Conseil de Département.